# Горбунов, Иван Михайлович
Иван Михайлович Горбунов (1915—1953) — лётчик-ас, заместитель командира эскадрильи 42-го гвардейского истребительного авиационного полка 9-й гвардейской истребительной авиационной дивизии 4-й воздушной армии Северо-Кавказского фронта, подполковник, участник Великой Отечественной и Корейской войн, Герой Советского Союза (1943).

## Биография
Иван Горбунов родился 25 мая 1915 года в селе Стужень (ныне — Мантуровский район Курской области) в семье крестьянина. Окончил зооветеринарный техникум. В 1935 году Горбунов был призван на службу в Рабоче-крестьянскую Красную Армию Подольским районным военным комиссариатом Московской области. В 1937 году он окончил Ейское военно-морское авиационное училище. С 13 августа 1942 года — на фронтах Великой Отечественной войны. Принимал участие в боях на Южном и Северо-Кавказском фронтах. Участвовал в боях под Новороссийском.
К июлю 1943 года гвардии старший лейтенант Иван Горбунов был заместителем командира эскадрильи 42-го гвардейского истребительного авиаполка 9-й гвардейской истребительной авиадивизии 4-й воздушной армии Северо-Кавказского фронта. К тому времени он совершил 113 боевых вылетов, принял участие в 50 воздушных боях, сбив 14 самолётов противника лично и ещё 3 — в группе.
Указом Президиума Верховного Совета СССР от 2 сентября 1943 года за «образцовое выполнение боевых заданий командования на фронте борьбы с немецкими захватчиками и проявленные при этом мужество и героизм» гвардии старший лейтенант Иван Горбунов был удостоен высокого звания Героя Советского Союза с вручением ордена Ленина и медали «Золотая Звезда» за номером 1149.
Участвовал в боях за освобождение Крыма и Польши, боях в Восточной Пруссии. Всего за время войны капитан Горбунов провёл свыше 260 боевых вылетов и свыше 100 воздушных боёв, сбил 24 самолёта противника лично и ещё 1 — в группе.
После окончания войны Горбунов продолжил службу в Советской Армии. В 1949 году он окончил Военно-воздушную академию. С февраля 1952 года подполковник Иван Горбунов участвовал в Корейской войне, был заместителем командира по лётной подготовке 676-го истребительного авиаполка 216-й истребительной авиадивизии, летал на истребителе «МиГ-15бис», совершил несколько десятков боевых вылетов, по некоторым данным, сбил два самолёта ВВС США «F-86».
29 июня 1953 года в ходе атаки четырьмя американскими истребителями F-86 на его звено (всего в бою участвовали 8 МиГов и 8 F-86) самолёт Горбунова был подбит. Лётчик катапультировался, но при спуске на парашюте был расстрелян американским лётчиком 1-м лейтенантом Генри Баттелмэном. От полученных смертельных ранений скончался сразу после приземления. Похоронен на кладбище в городе Уссурийске Приморского края.
Был также награждён тремя орденами Красного Знамени, орденами Александра Невского и Красной Звезды, а также рядом медалей.

## Память
- В честь Горбунова названа улица в Старом Осколе[2].
- 13 августа 2016 года имя Ивана Горбунова присвоено самолету Су-35С с бортовым номером 24[7] истребительного полка, дислоцированного в Комсомольске-на-Амуре[8].
- Информационная доска в честь Горбунова установлена в его родном селе Стужень на мемориале погибшим односельчанам.